# Monolithe vivant
Ahmet Abdol, alias le Monolithe vivant (« Living Monolith » en VO) est un super-vilain évoluant dans l’univers Marvel de la maison d'édition Marvel Comics. Créé par le scénariste Arnold Drake et le dessinateur Don Heck, le personnage de fiction apparait pour la première fois dans le comic book X-Men (vol. 1) #54 en mars 1969.
Le personnage était connu au départ comme le Pharaon vivant (Living Pharaoh) alors qu'il avait un aspect normal, mais une fois qu'il obtint assez d'énergie cosmique, sa masse, sa taille et son pouvoir augmentèrent, devenant ainsi le Monolithe vivant.
Abdol a principalement été un ennemi des X-Men, utilisant habituellement le mutant Havok pour devenir le Monolithe vivant. Il a également utilisé d'autres super-héros, y compris les Quatre Fantastiques (qui ont acquis leurs super pouvoirs grâce à l'exposition aux rayons cosmiques).

## Biographie du personnage

### Origines
Ahmet Abdol naît au Caire en Égypte. Professeur d'archéologie, il découvre qu'il possède un pouvoir latent pour absorber et contrôler l'énergie cosmique. On apprendra plus tard que c'est Mister Sinistre qui modifia secrètement son génome en insérant certains gènes du mutant Alex Summers (le futur Havok). Abdol n'est donc pas un véritable un mutant, mais plutôt un humain « muté ».
Mégalomane, il crée un culte basé sur son identité secrète, le Pharaon vivant, et se lance dans le terrorisme mondial.
Il découvre qu'Alex Summers possède un don plus puissant que le sien. Il kidnappe le jeune américain et affronte à cette occasion l'équipe de mutants les X-Men. En utilisant le pouvoir de Havok, il devient pour la première fois le Monolithe vivant. Il est par la suite capturé par les robots Sentinelles, mais réussit à s'enfuir.

### Parcours
Plus tard, le Pharaon vivant refait surface en volant le Scarabée de rubis et combat la Momie Vivante. Il kidnappe une nouvelle fois Havok puis s'oppose à Thor et Spider-Man. Il utilise peu après le Cristal de Khéops pour redevenir le Monolithe mais est finalement stoppé par Diablo, Cyclope, Jean Grey, Tornade, Power Man et Iron Fist.
Emprisonné en Égypte, il est gardé par Hassan, un homme qu'il connaissait déjà durant son enfance pauvre dans un quartier du Caire. Mais il est plus tard libéré grâce à l'intervention des suivants de son culte, qui prennent d'assaut la prison où il était incarcéré.
Peu après, il fait capturer trois membres des Quatre Fantastiques (Mr Fantastique, la Femme invisible et la Torche humaine), les faisant se téléporter en Égypte puis les jetant dans l’inconscience afin de s’approprier leur énergie cosmique, pour redevenir le Monolithe vivant. Mais, durant le processus, il est forcé de tuer sa propre fille Salomé, qui avait participé incognito à la capture des Fantastiques à New York (sous l'identité de Fayah Sahid), mais qui ne réussit pas à s'échapper du Baxter Buiding, menacée par Miss Hulk (alors membre des Fantastiques). Tiraillé entre son amour pour sa fille et la nécessité qu'elle ne soit pas capturée pour révéler ses secrets, Abdol, après avoir été raillé par Hassan, appuie sur le bouton qui déclenche l’explosion du collier de sa fille, toisant Hassan avec un regard de folie,.
Ivre de rage et devenu un colosse à la taille gigantesque (il atteint une taille de près de 20 m de hauteur) , le Monolithe vivant se rend à New York pour se venger et affronte les Vengeurs et Miss Hulk. Après avoir commencé à détruire la ville, il est stoppé par Captain America (qui tente au début de le raisonner) et Miss Hulk, les deux travaillant de concert pour l’électrocuter avec un câble électrique à haute tension géant qui alimente tout Manhattan,.
Abdol s’effondre au sol mais, ayant accumulé une énergie telle qu'elle lui permet maintenant d'en absorber continuellement, surmontant ainsi le blocage naturel qui le limitait depuis des années, la croissance du Monolithe n'a désormais plus de limites. Même si sa taille le rend trop lourd pour se relever ou pour tenir debout de lui-même, il menace quand même de faire s'écrouler les bâtiments de la ville, du fait des secousses sismiques engendrées par sa masse en perpétuelle augmentation. Cependant, Captain America parvient à le convaincre de les aider car, lors de son attaque, il a causé la mort de nombreux innocents, le Captain faisant le parallèle entre ce que Abdol et de sa famille ont enduré auparavant. Ébranlé par sa culpabilité, notamment concernant la mort de sa fille, Abdol demande l'aide de Thor pour le projeter dans l’espace. Rassemblant ses forces, il aide ce dernier quand le dieu du Tonnerre lance son marteau Mjolnir, relié par un câble en adamantium au Monolithe, l'envoyant ainsi dans l'espace où il devient plus tard, au terme de sa croissance, une planète vivante à l'image de Ego,.
Durant son exil dans l'espace, une jeune femme nommée Akasha utilise un objet mystique appartenant à Abdol. Elle devient une version féminine du Pharaon mais est vaincue par Spider-Man.

### Les Douze
Plusieurs années plus tard, Bishop et Deathbird retrouvent le corps du Monolithe, ayant perdu sa forme planétaire en étant en manque d'énergie. C'est à ce moment que Bishop découvre que la Shi'ar travaille pour Apocalypse. Elle récupère le corps d'Abdol et l'Externel s'en sert lors de l'arc narratif Les Douze. Cela mène finalement à la fusion de Cyclope et d'Apocalypse. Lors de l'opération, le corps du Monolithe se fissure, et il s'enfuit.

## Pouvoirs et capacités
Le Monolithe vivant est un être humain qui a vu son patrimoine génétique altéré afin de contrôler et absorber l'énergie cosmique. Il peut absorber l’énergie cosmique ambiante dans les cellules de son corps, où elle est transformée et devient une source d’énergie plus destructrice. Il peut alors la manipuler et la projeter à volonté. L’interférence naturelle qui d'habitude réduit considérablement sa capacité à absorber ces radiations est probablement la conséquence du côté artificiel de sa mutation, celle-ci provenant d'expériences faites par Mister Sinistre.
Quand il réussit à surmonter l’interférence naturelle qui limite son pouvoir d'absorption, Ahmeth Abdol grandit rapidement en taille, masse, résistance aux blessures, endurance et son habileté à absorber et stocker l’énergie augmente également. Il devient ainsi un colosse à la peau grise d'une taille gigantesque, surnommé le Monolithe vivant. 
En complément de ses pouvoirs, Ahmet Abdol est un archéologue spécialisé en égyptologie. Il possède de solides connaissances scientifiques en généalogie, radiations et en génétique. Sous sa forme humaine, il ne possède aucune capacité physique surhumaine.
Sous l’identité du Pharaon vivant, il est en général capable d’envoyer de puissantes décharges d'énergie ayant une force maximale de 20 kg de TNT. Cette énergie peut prendre la forme de force de concussion (force de choc) ou d’une chaleur capable d’incinérer un corps humain. Il est aussi capable de projeter un mur quasi solide de vibrations soniques.
- Quand le Monolithe vivant est complètement chargé d'énergie, sa taille s'accroît généralement jusqu'à 10 mètres de haut, pour une masse d'environ 68 tonnes, ce qui lui donne une force et une endurance proportionnelles. Dans cet état, il est capable de soulever (ou d'exercer une pression équivalente à) environ 100 tonnes dès qu’il atteint une dizaine de mètres. Sa force continue à augmenter avec sa taille, mais pas de manière proportionnelle. En effet, à partir d'un certain point, son propre poids devient trop important par rapport à la force dont il dispose[1].
- Cette transformation ne peut s’effectuer qu'à travers un canal entre lui et l'énergie. Pour ce faire, il a souvent utilisé le corps du mutant Havok ou le Cristal de Khéops.
- Il peut libérer une partie de son énergie cosmique sous la forme de rafales par ses yeux, d'intense chaleur, de vibrations soniques ou de force écrasante. Comme pour ses caractéristiques physiques, sa capacité à projeter de l’énergie augmente avec sa taille[1].
- L'énergie cosmique semble prolonger son espérance de vie. De même, elle lui permet de survivre sans avoir besoin de respirer, boire ou manger, et ce même dans l'espace.
- En utilisant son énergie cosmique, Abdol peut lire dans les esprits d'autrui et contrôler plusieurs personnes. Mais il reste un télépathe de faible niveau.
- Par le passé, on l'a vu utiliser des objets liés à l'énergie cosmique, comme un Ânkh mystique ou des gemmes magiques qui l'aident à concentrer ses pouvoirs.

Après être devenu un géant, Ahmet Abdol ne retrouve sa taille humaine que si le moyen qu'il utilise pour annuler l’interférence naturelle de son pouvoir est supprimé ou détruit. Cependant, au-delà d’une certaine taille (supérieure à une vingtaine de mètres) il est capable de surmonter cet obstacle et n’a plus besoin d'aide extérieure pour absorber continuellement l'énergie cosmique. Il continue alors de croître, mais par palier et non de manière continue : dès sa première transformation, il atteint 7,80 m (pour 37 tonnes), puis 10 m (pour 68 tonnes), 12,50 m (pour 122 tonnes) et même 18 m (pour un poids inconnu). Au-delà, ses différentes tailles n’ont pas fait l’objet de mesures mais, au terme de sa croissance, il lui est possible d'atteindre les dimensions d’une petite planète.
À une occasion, en tant que Pharaon vivant, Abdol se servit des « Yeux du Pharaon », deux gemmes écarlates produisant un effet hypnotique, qui semblent être de nature mystique.